# Pelagonemertidae
Pelagonemertidae es una familia de nemertinos pelágicos perteneciente al orden Polystilifera.

## Géneros
- Cuneonemertes Coe, 1926
- Gelanemertes Coe, 1926
- Loranemertes Chernyshev, 1992
- Nannonemertes Wheeler, 1936
- Natonemertes Brinkmann, 1917
- Obnemertes Korotkevich, 1960
- Parabalaenanemertes Brinkmann, 1917
- Pelagonemertes Moseley, 1875
- Probalaenanemertes Brinkmann, 1917